# La Femme du lutteur
Pour plus de détails, voir Fiche technique et Distribution.
La Femme du lutteur est un film français réalisé par Albert Capellani, sorti en 1906.

## Synopsis
Un lutteur de foire vit heureux avec sa femme et ses deux petites filles. Mais une riche bourgeoise, séduite par la virilité dont il fait montre lors de ses combats, le détourne de son épouse. Celle-ci les suit un jour jusqu'à la belle villa de sa rivale. Dans le jardin où elle s'est introduite à l'insu de tous, elle poignarde la maîtresse du lutteur. Visiblement touché au cœur par une telle preuve d'amour, l'infidèle empêche les domestiques d'appréhender la meurtrière. Elle s'éloigne et il la suit.

## Fiche technique
- Titre : La Femme du lutteur
- Réalisation : Albert Capellani
- Scénario : André Heuzé
- Société de production : Pathé Frères
- Pays de production :  France
- Durée : 5 minutes
- Format : Noir et blanc - Film muet - 1,33:1
- Date de sortie : 
  - France : 22 décembre 1906

## Distribution
Selon l'historien Charles Ford, la distribution du film réunit les noms suivants :
- Louise Willy
- Liane de Pougy
- Paul Capellani
- Henri Desfontaines